# Marquesat de Vallgornera
El marquesat de Vallgornera és un títol nobiliari espanyol creat el 30 de setembre de 1796 pel rei Carles IV d'Espanya a favor de Ramon de Vallgornera, òlim de Llunes i d'Alentorn, baró de Sant Miquel de Pera i de Rocacorba. Era fill d'Antoni de Vallgornera Montagut, òlim de Llunes i Bosch de Platraver, senyor de les Preses, Vilanova de la Muga, Massó, Rocacorba, Llers, Bellver, Santa Margarida de Bianya, Castell del Coll, Sagarriga, Satrilla, Cabanes i Mont-ros, casat el 1754 amb Antònia d'Alentorn i de Claresvalls, baronessa de Sant Miquel de Pera i senyora de Rialp.
En fou segon titular el seu nebot valencià Albert Felip de Baldric i de Veciana. Passà als Rubinat i als Balle.
El llinatge dels Vallgornera, originari del veïnat de Vallgornera, a Peralada (Alt Empordà), apareix documentat al segle xi amb Jaume de Vallgornera, senyor del castell de Vallgornera. Diversos individus de la seva estirp van participar en la conquesta de Sicília i fundaren casa allà, com documenta el cronista reial Ramon Muntaner. El besnet de Jaume, Francesc de Vallgornera va ser creat baró de Vicari i de Godrano el 28 de gener de 1338 pel rei Pere II de Sicília. El seu nebot Simón de Vallgornera va obtenir dels reis Martí el Jove i Maria de Sicília, la baronia d'Asaro i Caropepe, en 1397 i 1404 respectivament. Joan Jeroni de Vallgornera i de Ventimiglia, setè baró de Asaro i Caropepe, va ser creat comte de Asaro pel rei Carles I de Castella el 1543. Francesc de Vallgornera va ser creat príncep de Vallgornera pel rei  Felip IV en 1626. La branca siciliana, segles més tard, italianizaría la denominació a Valguarnera. La branca primogènita catalana es divideix en Jaume de Vallgornera i de Fontcoberta, avantpassat de Manuel de Sentmenat-Oms de Santa Pau i de Lanuza, que va ser creat el 1696 marquès de Castelldosrius i són avui dia senyors del castell de Vallgornera. Del seu germà, Pere de Vallgornera i de Fontcoberta, descendeix Ramon de Vallgornera-Montagut i d'Alentorn, 1r marquès de Vallgornera.

## Història dels marquesos de Vallgornera
- Ramon de Vallgornera Montagut Llunes i d'Alentorn i marquès de Vallgornera.

1. Casà en primeres núpcies amb Maria Josepa de Regás i de Saleta.
2. Casà en segones núpcies amb Maria Jacoba Clementina Macdonell i de Gondé.

Mor sense successió. Li va succeir el seu nebot:
- Albert Felip de Baldrich i de Veciana, ii marquès de Vallgornera.

1. Casà en primeres núpcies amb Ramona Osorio de Leiva, marquesa de Torremejía
2. Casà en segones núpcies amb María de la Concepción Ortiz de Sandoval i Arias de Saavedra, filla dels comtes de Mejorada.

Mor sense successió. Li va succeir la seva neboda:
- Maria Antònia de Rubinat i de Baldrich, iii marquesa de Vallgornera.

1. Casà amb Igncio Maria de Balle y de Cornejo, de Marimón i de Jaureguiondo. Li va succeir el seu fill:

- Albert de Balle i de Rubinat, iv marquès de Vallgornera.

Mor sense successió. Li va succeir el seu germà:
- Eduard de Balle i de Rubinat, v marquès de Vallgornera.

1. Casà amb Maria del Pilar de Nouvilas i Garrigolas. Li va succeir el seu fill:

- Eduard de Balle i de Nouvilas, vi marquès de Vallgornera.

1. Casà amb Maria Dolors Campassol i de Peñasco. Li va succeir el seu fill primogènit:

- Eduard de Balle i Campassol, vii marquès de Vallgornera.

1. Casà amb Maria de la Mercè Comas i Trilla de Balaguer.

- Eduard de Balle i Comas, viii marquès de Vallgornera.